# Hesperapis braunsiana
Hesperapis braunsiana är en biart som först beskrevs av Heinrich Friese 1911.  Hesperapis braunsiana ingår i släktet Hesperapis och familjen sommarbin. Inga underarter finns listade i Catalogue of Life.